# Sarah Harding
Sarah Nicole Hardman (Ascot, 17 de novembro de 1981 — Manchester, 5 de setembro de 2021), conhecida profissionalmente como Sarah Harding, foi uma cantora e compositora inglesa. Foi uma das vocalistas principais do grupo pop britânico Girls Aloud. Ganhou fama ao fazer o teste para o Popstars: The Rivals, em 2002. Sarah se juntou a Nadine Coyle, Cheryl, Nicola Roberts e Kimberley Walsh para a formação do grupo Girls Aloud, formada através da mostra por uma votação pública em 30 de novembro de 2002.
A estreia do grupo com o single "Sound of the Underground" chegou ao número um nas paradas britânicas, tornando-se em 2002 o #1 de Natal. Girls Aloud tem o recorde de menor tempo entre a formação de grupo e um #1. Desde 2003, Girls Aloud lançaram 22 singles adicionais, com quase todos dentro do top #10. Seus singles "I'll Stand by You", "Walk This Way" e "The Promise" alcançaram o número um. "The Promise" ganhou Melhor Single Britânico, no BRIT Awards 2009. O álbum de "The Sound of Girls Aloud" e o álbum de 2008, "Out of Control" entrou no UK Albums Chart no número #1, com mais de um milhão de exemplares a serem vendidos.
Em 2009, foi anunciado que o Girls Aloud iria pausa para se dedicarem a carreiras solo, em 2013, o grupo anunciou seu fim definitivo. 

## Biografia
Harding nasceu em Ascot, Berkshire. Ela foi criada junto com seus dois meio-irmão em Staines, Surrey, então Stockport, Greater Manchester. Ela cresceu em uma casa musical e atribuiu seus "genes musicais" ao seu pai músico, John Adam Hardman, que a apresentou ao estúdio em uma idade muito jovem. Ela frequentou Hazel Grove High School de 1993 a 1998, e mais tarde frequentou Stockport College, onde estudou cabelo e beleza. Quando tinha 15 anos, o pai deixou a mãe. Os pais de Harding se divorciaram. 
Trabalhou então como parte da equipe das promoções para duas casas noturnas no parque de lazer central grande em Stockport, na Pizza Hut, dirigindo uma camionete, cobrando da dívida e como um operador de telefone de BT. Ela também fez uma turnê no Noroeste da Inglaterra se apresentando em bares, clubes sociais e parques de caravanas para se sustentar. Em 2002, ela estava gravando faixas de dança quando decidiu fazer uma audição para Popstars: The Rivals. Ela fez uma audição por ser concorrente de talentos no Reino Unido e mostra Fame Academy e Popstars: The Rivals e foi nessa última que ela encontrou fama, saindo da Fame Academy depois de ser aceita no primeiro som de Popstars. Harding também entrou em High Street Honeys 2002 da FHM, o concurso nacional de beleza da revista. Suas fotos apareceram no top 100, mas Harding retirou-se após alcançar o sucesso em Popstars.

## Carreira

### 2002–2009:Girls Aloud

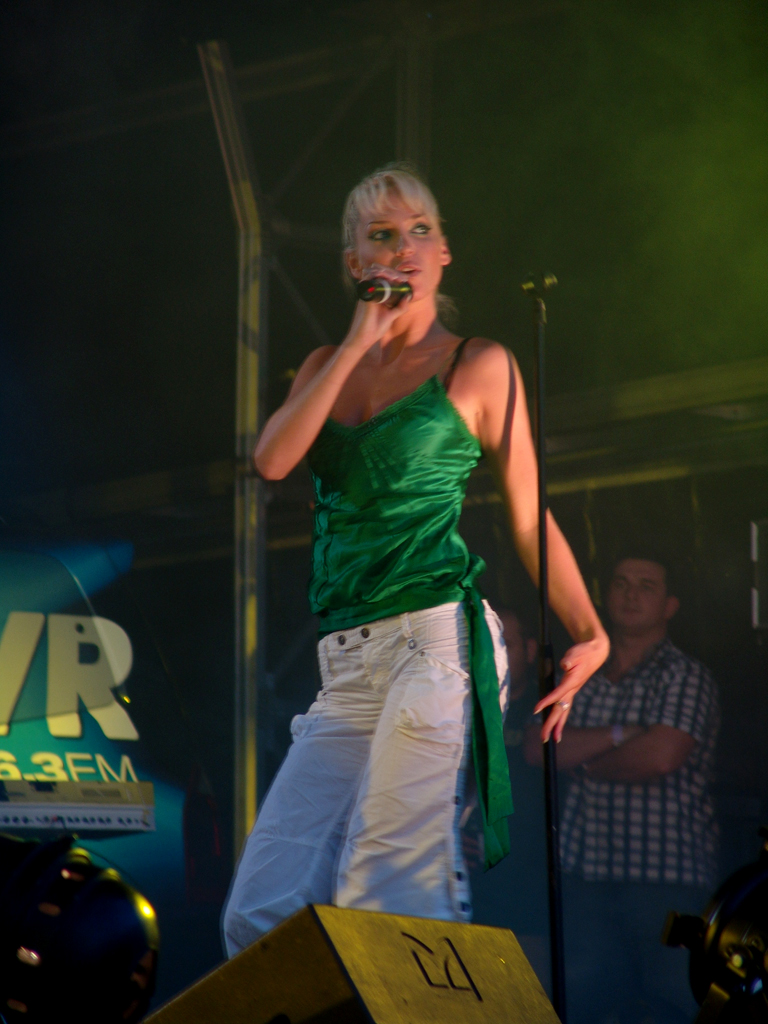
Harding apresentando-se com as Girls Aloud em 2004.

Em 2002, Harding fez o teste para o reality show Popstars: The Rivals em 2002. O programa, a segunda série britânica da franquia Popstars internacional, veria a criação de dois grupos rivais - uma boyband e uma girl group, cada uma composta por cinco membros, que competiriam então de encontro a um ao outro para o ponto do número um do Natal 2002 na Grâ Bretanha. Vários milhares de candidatos participaram de audições em todo o Reino Unido na esperança de serem selecionados. Dez meninas e dez meninos foram escolhidos como finalistas pelos juízes Pete Waterman, Louis Walsh e Geri Halliwell. Estes finalistas, em seguida, levou para o palco participando de shows semanais sábado à noite (alternando semanalmente entre as meninas e meninos). A cada semana, o concorrente que votava o menor número de votos por telefone foi eliminado, até que os grupos finais surgissem. Harding se juntou a Nadine Coyle, Cheryl Tweedy, Nicola Roberts e Kimberley Walsh para compor o novo grupo de meninas Girls Aloud, formado através do show por uma votação pública em 30 de novembro de 2002.
O primeiro single do grupo, "Sound of the Underground", alcançou o primeiro lugar no UK Singles Chart, tornando-se o número um do Natal de 2002. Girls Aloud manter o registro para o menor tempo entre a formação e chegar ao número um. O grupo lançou seu álbum de estreia Sound of the Underground em maio de 2003, que entrou nas paradas no número dois e foi certificado platina pela British Phonographic Industry (BPI) no mesmo ano. Seus singles "I'll Stand by You", "Walk This Way", e "The Promise" ter traçado no número um. Dois de seus álbuns chegaram ao topo da UK Albums Chart: seu álbum de grandes sucessos, The Sound of Girls Aloud e Out of Control de 2008, que entraram no gráfico número um, com mais de um milhão de cópias vendidas. Eles também conseguiram cinco álbuns certificados e foram nomeados para cinco Brit Awards, vencendo o Melhor Single de 2009 para "The Promise".
O estilo musical do grupo é pop, mas ao longo de sua carreira eles experimentaram com eletropop e dance-pop. As colaborações da Girls Aloud com Brian Higgins e sua equipe de compositores e produção Xenomania ganharam o grupo aclamação da crítica, devido a uma abordagem inovadora para a música pop mainstream. O grupo transformou-se um dos poucos atos da tevê da realidade para conseguir o sucesso continuado, acumulando uma fortuna de £30 milhões em maio 2010. Guinness World Records os lista como "o grupo bem sucedido da tevê da realidade" na edição 2007. Eles também detêm o recorde de "O grupo feminino que mais acumulou 23 top dez" na edição de 2008, e são creditados novamente para "Most Successful TV Group" na edição de 2011. O grupo também foi nomeado o grupo de garotas que mais vendeu singles no Reino Unido no século 21, com mais de 4,3 milhões de vendas de singles e 4 milhões de álbuns vendidos apenas no Reino Unido.

### 2009–2012: Área de atuação e Reunião do Girls Aoud

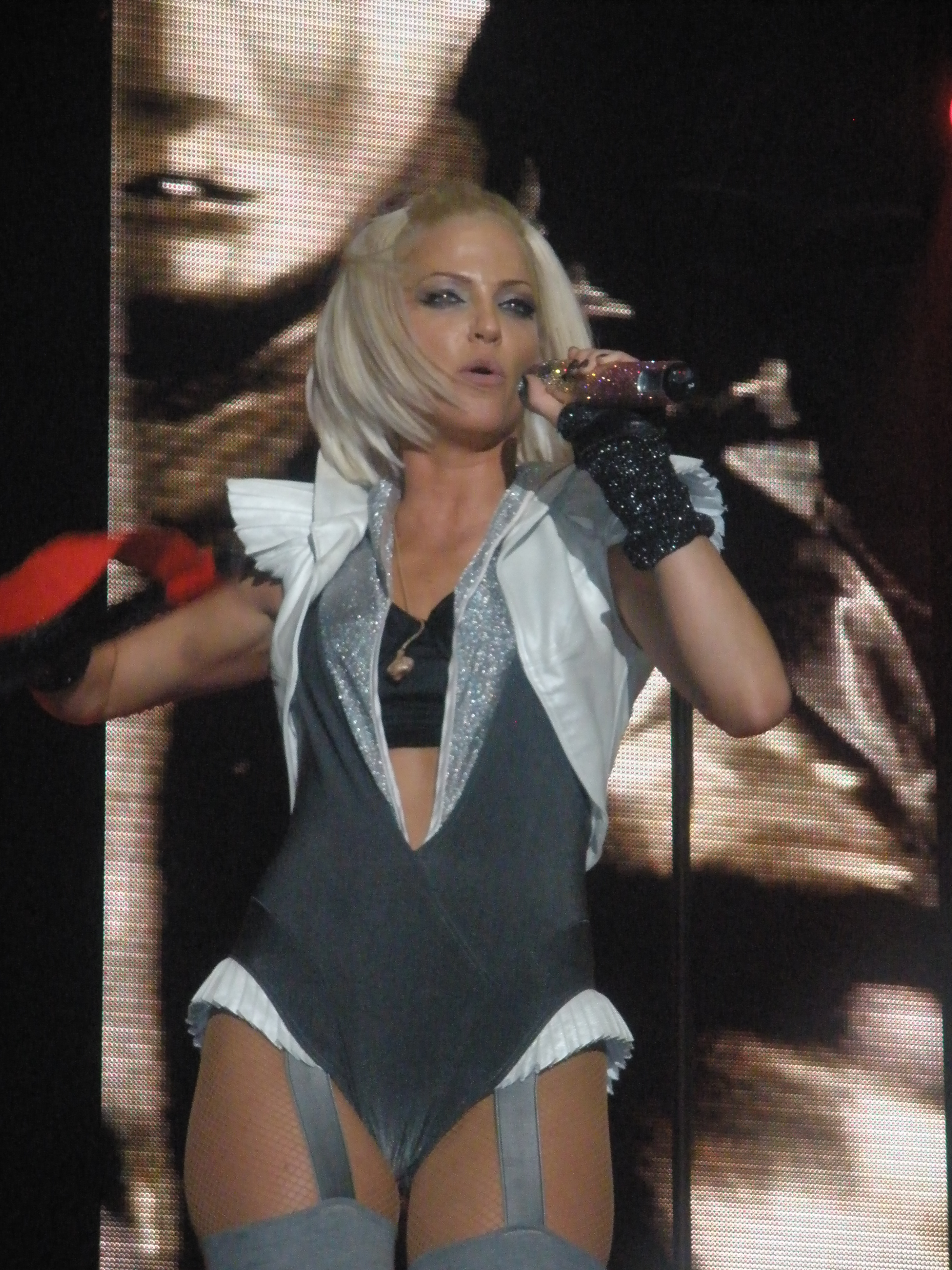
Harding na Out of Control Tour das Girls Aloud em 2009 na Arena O2 de Londres.

Durante o hiato de Girls Aloud, Harding decidiu se concentrar em sua carreira de atriz. "Cantar era sempre minha principal ambição, mas atuar era algo mais que eu queria alcançar", disse Harding. Harding apareceu no filme de televisão BBC Freefall, escrito e dirigido por Dominic Savage. O filme foi ao ar na BBC Two em 14 de julho de 2009. Harding retratou Sam, a namorada de esteticista do personagem de Dominic Cooper. O drama é uma tomada satírica sobre a crise financeira de 2007-2008 revista da empresa disse que "Sarah Harding mostrou que ela tem real potencial de atuação em seu desempenho convincente, mas fugaz".
Mais tarde naquele ano, Harding retornou à franquia de St. Trinian com um papel principal em St. Trinian 2: The Legend of Fritton's Gold. Apesar de sua idade, Harding retratou a adolescente rebelde Roxy, uma nova estudante na St. Trinian's School. O filme recebeu esmagadoramente comentários negativos, segurando uma classificação de 10% em Rotten Tomatoes. Harding trabalhou com os produtores de Girls Aloud, Xenomania para gravar três faixas solo para a trilha sonora do filme - "Too Bad", "Make It Easy" e uma capa de "Boy Keep Swinging" de David Bowie.
Em dezembro de 2009, Harding apareceu na MTV Sarah Harding em 24 Horas. Para promover isso, ela também fez uma aparição na BBC Radio 1 com Chris Moyles. Harding e seu então namorado, DJ Tom Crayne, também lançaram uma nova discoteca chamada Kanaloa. Os vocais convidados de Harding aparecem ao lado de Kanobby na faixa de Roger Sanchez e Far East Movement "2Gether"; Ela também aparece em fragmentos do vídeo musical. Harding acabou recentemente de rodar Run for Your Wife, no qual ela interpreta uma das esposas do personagem principal, John Smith. O filme foi lançado em 14 de fevereiro de 2013.
Depois de três anos de hiato, Girls Aloud se reuniu em 2012 para comemorar seu décimo aniversário juntos. O grupo lançou o single "Something New" em novembro, com recursos sendo doados para Children in Need.  O segundo e último álbum de compilação, Ten, foi lançado em 26 de novembro de 2012, seguido pelo single "Beautiful Cause You Love Me". Em 2013, o grupo embarcou no Ten: The Hits Tour 2013. Pouco depois da turnê, o grupo anunciou o fim.

### 2013–2015: Voltando a carreira de atriz, novosextended playseThreads
Em meados de 2012, Harding anunciou o lançamento de seu álbum solo de estreia. Harding primeiro revelou que ela estava começando em um álbum solo em março de 2010, nomeando Lady Gaga como sua maior influência. Apesar disso, um álbum nunca se materializou. Em junho de 2012, Harding reafirmou seus planos de lançar um álbum solo em 2013. Em setembro de 2012, ela disse que estava "escrevendo e experimentando com diferentes sons no estúdio." Em 19 de agosto, foi relatado que o álbum de estreia de Harding. Lançado no quarto trimestre de 2013.
Em novembro de 2013, Harding falou com o Daily Mail, sugerindo a possível liberação de seu álbum solo de estreia em algum momento de 2014. Ela insinuou: "Estou fazendo todo tipo de coisas no momento [...] Muita coisa é música, música, música..." Em julho de 2015, seu primeiro lançamento solo, "Threads", foi anunciado; Foi lançado em 7 de agosto.
Em 9 de setembro de 2014, Harding apareceu na BBC Radio 1's Innuendo Bingo.
Foi anunciado em maio de 2015 que Harding tinha concordado em fazer uma aparição na novela Coronation Street como Joni, a esposa do personagem retornando Robert Preston (agora interpretado por Tristan Gemmill). O personagem fez algumas aparições em julho e agosto de 2015 como seu casamento com Robert desintegrado quando ele começou um caso com a ex-esposa Tracy Barlow. No entanto, a aparência de Harding foi criticada por críticos e fãs, com sua atuação descrita como "razoável" e os produtores de Corrie decidiram não convidá-la de volta.

### 2016–2021:The Jump, Ghost The Musical, Celebrity Big Brothere álbum de estreia
Ela foi um concorrente na série de realidade The Jump, juntamente com outras celebridades em fevereiro de 2016. No entanto, ela retirou-se da série em 26 de fevereiro de 2016 (semana 5) depois de rasgar um ligamento no joelho durante uma sessão de treinamento.
No outono de 2016 Harding apareceu ao lado de Andy Moss em uma turnê do Reino Unido do Ghost the Musical. No entanto, ela foi substituída no meio da turnê por Carolyn Maitland devido à dor subsequente de sua lesão após The Jump.
Em agosto de 2017, a cantora começou a competir numa versão inglesa do Big Brother Celebrity na vigésima temporada do qual foi vencedora com 35% dos votos.No mesmo ano, Harding anunciou que estava trabalhando em um álbum.

## Vida pessoal
Enquanto estava no Girls Aloud, Harding ganhou uma reputação de "a festeira". Ela namorou Calum Best ao longo de 2005 por oito meses.
Em janeiro de 2011, Harding e seu parceiro Tom Crane (com o qual estava juntos desde junho de 2007) anunciaram o noivado. Ele propôs na véspera de ano novo em 2010 em Maldivas. No entanto, circularam rumores de que o casal tinha cancelado o noivado, e em 6 de setembro de 2011, foi confirmado através de seu parceiro. Inicialmente, era incerto se o casal tinha se dividido permanentemente como Crane postou "Sarah e eu decidimos fazer uma pausa. Eu não tenho nada mais a dizer".
Em outubro de 2011, Harding entrou em um centro de reabilitação na Cidade do Cabo, África do Sul, depois de "ficar no fundo do poço", após sua separação com Crane, citando a dependência e a depressão do álcool. Ela disse que bebeu para escapar da ruptura de seu relacionamento com Crane, revelando mais tarde que ela também tinha um vício de Zopiclone, remédio para dormir. Harding não parou de beber álcool por completo, mas simplesmente não se rendeu. Enquanto estava em reabilitação, Harding conheceu seu namorado Theo Van Dries, que ela brevemente namorou; entretanto, o relacionamento terminou violentamente após uma discussão em seu quarto de hotel no dia de ano novo de 2012.
Em 16 de abril de 2013, Harding recebeu uma proibição de condução de seis meses depois que a polícia a pegou falando em seu telefone móvel enquanto ela estava dirigindo pelo centro de Londres. Ela também foi multada £605. Harding já havia acumulado nove pontos de penalidade em sua licença por excesso de velocidade antes do incidente. Seu caso foi ouvido no Highbury Magistrates Court, onde ela argumentou que usar o transporte público seria difícil por causa de seu status de celebridade. No entanto, a juíza distrital Nina Tempia rejeitou o pedido, dizendo-lhe: "Você é uma pessoa normal. Não vejo nenhuma razão para não ser desqualificado". Harding atualmente vive em Princes Risborough, Buckinghamshire. Em setembro de 2014, ela se separou do produtor de música Mark Foster depois de estar em um relacionamento por quase dois anos.
Em junho de 2017, foi relatado que Harding teve um "caso de seis semanas" com Danny Dyer (que é casado) ao filmar Run for Your Wife.
Durante o Celebrity Big Brother em agosto de 2017, Harding revelou que tinha um parceiro "fora da casa". No entanto, depois disso, ela já estava em um mês de relacionamento oficial com Chad Johnson em setembro de 2017 mas o casal terminou em novembro.

### Morte
Sarah Harding faleceu no dia 5 de setembro de 2021, vitima de câncer de mama em fase terminal. O anúncio foi realizado por sua mãe nas redes sociais.

## Discografia

### EPs
| Título  | Detalhes                                                                                                  |
| ------- | --- |
| Threads | - Lançamento, 7 de novembro de 2015 - Gravadora: Underdog Management Limited - Formatos: download digital |

### Outras aparições
| Título                                                         | Ano  | Álbum                                                     | Notas                                                            |
| -------------------------------------------------------------- | ---- | --------------------------------------------------------- | ---------------------------------------------------------------- |
| "Real Wild Child"                                              | 2008 | Wild Child (soundtrack)                                   | Um cover da canção de Johnny O'Keefe.                            |
| "Too Bad"                                                      | 2009 | St Trinian's 2: The Legend of Fritton's Gold (soundtrack) |                                                                  |
| "Make It Easy"                                                 | 2009 | St Trinian's 2: The Legend of Fritton's Gold (soundtrack) |                                                                  |
| "Boys Keep Swinging"                                           | 2009 | St Trinian's 2: The Legend of Fritton's Gold (soundtrack) | Um cover da canção de David Bowie.                               |
| "2gether" (Roger Sanchez eFar East Movement featuring Kanobby) | 2011 | Free Wired                                                | Harding não foi creditada. Ela também apareceu no vídeo clipe. . |

## Filmografia
| Ano  | Título                                       | Papel             | Notas                             |
| ---- | -------------------------------------------- | ----------------- | --------------------------------- |
| 2002 | Popstars: The Rivals                         | Ela mesma         | Reality TV series                 |
| 2005 | Girls Aloud: Home Truths                     | Ela mesma         | Reality TV series, Documentário   |
| 2006 | Girls Aloud: Off the Record                  | Ela mesma         | Reality TV, Documentário          |
| 2007 | St Trinian's                                 | Membro de banda   | Cameo                             |
| 2007 | The Sunday Night Project                     | Ela mesma         | Christmas especial                |
| 2008 | Bad Day                                      | Jade Jennings     | Coadjuvante                       |
| 2008 | The Passions of Girls Aloud                  | Ela mesma         | Documentário                      |
| 2008 | The Girls Aloud Party                        | ITV Music Special | Ela mesma                         |
| 2009 | Freefall                                     | Sam               | Coadjuvante                       |
| 2009 | St Trinian's 2: The Legend of Fritton's Gold | Roxy              | Protagonista                      |
| 2009 | Sarah Harding: In 24 Hours                   | Ela mesma         | Documentário                      |
| 2011 | Dating in the Dark                           | Apresentadora     | —                                 |
| 2012 | Girls Aloud: Ten Years at the Top            | Ela mesma         | Documentário                      |
| 2012 | Run for Your Wife                            | Stephanie Smith   | Protagonista                      |
| 2012 | Don't Stop Me Now                            | Ela mesma/jurada  | Episódio 7                        |
| 2014 | Tumble                                       | Ela mesma         | Co-protagonista                   |
| 2014 | The Voice of Ireland                         | Ela mesma         | Co-ajudante/Participação especial |
| 2015 | The Keith Lemon Sketch Show                  | Vários papéis     | Apareceu em várias esquetes       |
| 2015 | Celebrity MasterChef                         | Ela mesma         | 10ª temporada                     |
| 2015 | Coronation Street                            | Joni Preston      | 5 episódios                       |
| 2016 | The Jump (3ª temporada)                      | Ela mesma         | Concorrente                       |
| 2016 | Celebrity Homes Secrets                      | Ela mesma         | 1ª temporada, episódio 4          |
| 2017 | Celebrity Big Brother UK (20ª temporada)     | Ela mesma         | Participante/Vencedora            |